# Lucjan Kudzia
Lucjan Jacenty Kudzia (14 de abril de 1942) es un deportista polaco que compitió en luge. Ganó una medalla de oro en el Campeonato Mundial de Luge de 1963, en la prueba doble.

## Palmarés internacional
| Campeonato Mundial | Campeonato Mundial | Campeonato Mundial | Campeonato Mundial |
| Año                | Lugar              | Medalla            | Prueba             |
| ------------------ | ------------------ | ------------------ | ------------------ |
| 1963               | Imst (Austria)     | Medalla de oro     | Doble              |